# ناو هواپیمابر ژاپنی واکامیا
ناو هواپیمابر ژاپنی واکامیا (ژاپنی: 若宮丸، سپس 若宮艦) یک کشتی هواگرد آبنشین از نیروی دریایی امپراتوری ژاپن و اولین ناو هواپیمابر بود. واکامیا از یک کشتی ترابری به یک ناو هواپیمابر تبدیل شد و در اوت ۱۹۱۴ به بهره‌برداری رسید.